# نووآبزاکوو
نووآبزاکوو (انگلیسی: Novoabzakovo) یک شهرک در شهرستان بلورتسکی باشقیرستان کشور روسیه است.